# The Venetian Macao
The Venetian Macao er det største casino i Macao i Folkerepublikken Kina. Det var ved åbningen verdens næststørste bygning og per 2007 bygges der stadig videre på det men når byggeriet bliver færdigt bliver det sandsynligt verdens største bygning. Det ligger i Cotai, et område som der er blevet muligt at bygge på på grund af at man har forbundet det to øer Taipa og Coloane. Casinodelen blev åbnet 28. august 2007, og når det er færdigt vil hoteldelen have 3.000 suiter, 108.000 kvm møde- og konferencelokaler 144.000 kvm butiks areal 50.000 kvm til casinodrift (nok til at rumme 90 jumbojets), og 25.000 sædepladser til koncerter og andet underholdning. Hotellet er ejet og drevet af Sands China, som er et datterselskab til amerikanske Las Vegas Sands.
Bygningens midte er på 40 etager og under taget er der syv hoteller der indeholder casinodelen.
Den canadiske cirkustrup Cirque du Soleil etablerede et fast opholdssted i hovedbygningen i foråret 2008.
Navnet Venetian vises blandt andet i at der er genskabt en række bygninger i Venedig på hotellet og der er flere kanaler med gondoler ført af syngende gondolierer som styrer båden – inde i kasinoet på den tredje etage. Der er et lignende anlæg i Las Vegas i USA som dog kun er halv så stort.
Allerede et år før åbningen af The Venetian overhalede Macao Las Vegas som verdens største casinoby, målt efter omsætning som kommer fra casinodrift.
Den amerikanske milliardær Sheldon Adelson ejer det meste af Las Vegas Sands. Han har udtalt at det 2,4 milliarders dollars han har brugt på Venetian Macao Resort Hotel vil indgå i en udbygning af hoteller der vil øge hotelkapaciteten væsentligt. Adelson sagde at han ville åbne nye hoteller under navne som Four Seasons Sheraton og St. Regis. Hans firma Las Vegas Sands (som i starten kun drev hotellet Sands Macau på Macaohalvøen) planlægger at investere 12 milliarder dollar i projektet og bygge 20.000 hotelrum på Cotai frem til 2010.